# Castell de San Julián
El castell de San Julián és un castell construït en al segle xviii en el que avui és la diputació de Santa Lucia, dins del municipi espanyol de Cartagena (Regió de Múrcia). Va ser declarat bé d'interès cultural el 7 d'agost de 1997. El castell s'eleva a una altitud de 293 metres sobre el nivell del mar i va ser edificat seguint els paràmetres del neoclassicisme eclèctic de l'escola espanyola afrancesada en els seus fronts nord-oest, nord-est i sud. El front oriental es podria definir com a "poligonal" dotat amb una caponera, i el front sud-oest, que custodia la porta i el pont llevadís mitjançant el sistema "tenallat" amb dos "ordres de foc".
El castell està situat a la muntanya de San Julián, del que pren el seu nom i que amb anterioritat a la seva fortificació havia demostrat ser una posició estratègica per a la defensa de la plaça, quan durant la breu ocupació austriacista de Cartagena per l'almirall John Leake en el marc de la Guerra de Successió Espanyola (1706), els anglesos van construir a la muntanya una torre cilíndrica.
Després de la victòria filipista es va començar un programa de construcció i remodelacions de l'actual castell al voltant de la torre anglesa que no va concloure fins a la reforma duta a terme entre 1861 i 1883. L'objectiu de la fortificació era el de protegir la bocana del port de la ciutat, si bé durant la Guerra Civil se li va donar també l'ús de presó militar.
Dos fets dins del fort van tenir transcendència en la història de Cartagena, tots dos a la fi del segle XIX: el primer va ser la seva presa a les mans d'uns republicans revoltats amb Antonio Gálvez al capdavant el 10 de gener de 1886, i que van ferir de mort al governador militar Luis Fajardo quan es va aproximar per intentar negociar amb ells; el segon va ser l'explosió accidental del polvorí el 20 de maig de 1898, que va tenir com a resultat la mort de 10 soldats.
La seva propietat va passar del Ministeri de Defensa a l'empresa de telecomunicacions Telefónica, que ha instal·lat diversos equips i antenes que comparteixen espai amb les de Radio Nacional, el Cos Nacional de Policia, entre d'altres.